# Batubelah Timur
Batubelah Timur is een bestuurslaag in het regentschap Sumenep van de provincie Oost-Java, Indonesië. Batubelah Timur telt 1454 inwoners (volkstelling 2010).